# American Eclipse (häst)
American Eclipse, född 25 maj 1814, död 1847, var ett obesegrat engelskt fullblod, som tävlade när löp över tre till fyra miles var vanliga.

## Bakgrund
American Eclipse var en fuxhingst efter Duroc och under Miller's Damsel (efter Messenger). Han föddes upp av Nathaniel Coles och ägdes av Cornelius W. Van Ranst och Walter Livingstone. American Eclipse fick sitt namn efter den engelska mästaren Eclipse. Om den ursprungliga Eclipse (1764–1789) sades det: "Först kommer Eclipse, sedan kommer ingenting och sedan kommer resten", på grund av hans överlägsenhet. Många människor döpte sina hästar till Eclipse i hopp om att denne skulle ärva hans kvaliteter.

## Karriär
American Eclipse sprang in totalt 25 000 dollar på 8 starter, varav 8 segrar. 
Coles startade inte American Eclipse förrän han var tre år, då han tävlades sparsamt. Han gjorde även ett par starter som fyraåring och segrade varje gång. Han var, enligt många som såg honom, den största amerikanska kapplöpningshästen under sin tid.
Som femåring tävlade han för Cornelius W. Van Ranst, som hade köpt honom av Coles för 3 000 dollar. Som femåring behöll han formen, men Van Ranst valde att istället nyttja honom som avelshingst vid sex års ålder. Vid sex och sju års ålder var han verksam som avelshingst, men sattes i träning igen för att hjälpa den nyöppnade Union Course. Han besegrade i sin nästa start, stoet Lady Lightfoot (som vunnit 31 löp) i första heatet. Han segrade över henne även i det andra heatet, då de var de enda startande, eftersom alla andra hade dragit sig ur. I hans nästa löp ströks alla övriga hästar efter att ha tävlat American Eclipse i första heatet, förutom Sir Walter som förlorade.

### Matchlöpet mot Sir Charles
Vid denna tiden anordnades ett matchlöp mellan American Eclipse och James J. Harrisons Sir Charles. Sir Charles ansågs vara södra USA:s mästare och American Eclipse var norra USA:s mästare. Harrison utfärdade en utmaning till ägaren av American Eclipse den 30 september 1822. De två skulle tävla den 22 november 1822 i Washington, D.C. i det första av vad som skulle bli en serie matchlöp mellan södra och norra USA. Sir Charles skadade en sena dagen innan löpet, men startade ändå i ett heat, vilket American Eclipse lätt segrade i.

### Som avelshingst
American Eclipse såldes på en offentlig auktion för $8 050 till Walter Livingstone, som permanent stallade upp honom som avelshingst i New York. Där blev han far till Medoc, som blev hans bästa avkomma. Han stallades sedan upp i Virginia, och slutligen, 1837, i Kentucky.

### Död
American Eclipse ägdes senast av Jilson Yates och dog i Shelby County, Kentucky i augusti 1847, när han var 33 år gammal.